# Barbus pallidus
Barbus pallidus är en fiskart som beskrevs av Smith, 1841. Barbus pallidus ingår i släktet Barbus och familjen karpfiskar. IUCN kategoriserar arten globalt som livskraftig. Inga underarter finns listade.